# Anna Maria Birulés i Bertran

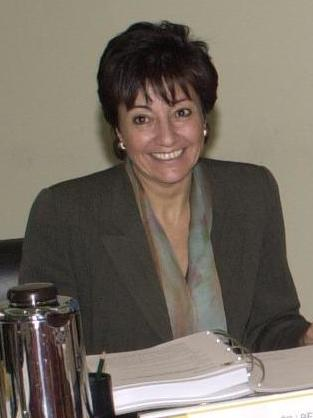
Anna Maria Birulés i Bertran (2002)

Anna Maria Birulés i Bertran (* 28. Juni 1958 in Girona) ist eine ehemalige spanische Managerin und  Politikerin.

## Werdegang
Birulés studierte Wirtschaftswissenschaft an der Universität Barcelona und der University of California, Berkeley. Später war sie für die Generalitat de Catalunya tätig, unter ihrem Doktorvater Josep Piqué i Camps war sie dabei in verschiedenen führenden Rollen aktiv. Später war sie für die Banco Sabadell tätig, ehe sie 1997 nach dem Verkauf des staatlichen Telekommunikationsanbieters Retevisión an Telekom Italia in den Vorstand des spanischen Unternehmens aufrückte und die Expansion des Unternehmens vorantrieb.
Im April 2000 holte José María Aznar Birulés als Wissenschafts- und Technologieministerin in das Kabinett Aznar II. Sie war eine von nur drei Frauen in der Regierung. Sie hatte dieses Amt bis zum 10. Juli 2002 inne, als sie im Zuge eines umfangreichen Kabinettumbaus durch Josep Piqué i Camps ersetzt wurde.